# 나의 독립 영웅
《나의 독립 영웅》은 매주 월요일 ~ 금요일 오후 5시 55분에 KBS 1TV에서 방송한 다큐멘터리 텔레비전 프로그램이다.

## 프로그램 소개
대중들에게 비교적 잘 알려지지 않은 독립유공자 100인을 현재 우리나라를 대표하는 인물들이 프리젠터로 나서 발굴, 소개한 프로그램이다.

## 기획 의도
지금으로부터 100년 전, 국민들은 일제히 거리로 뛰쳐나와 독립을 외쳤다. 그리고 그들의 목소리가 모여 나라를 세웠고, 거대한 역사를 만들었다. 3·1 운동과 대한민국 임시 정부 수립 100주년을 맞이하는 2019년. 우리는 그때의 크고 작은 목소리들을 기억하려 한다. 대중들에게 비교적 잘 알려지지 않은 독립유공자 100인을 현재 우리나라를 대표하는 인물들이 프리젠터로 나서 발굴, 소개한다. 우리는 그들을 기억하는 일이 곧 미래로 나아가는 길임을 매회 감동으로 전한다.

## 방영 일시
| 방송 채널 | 방송 기간                         | 방송 시간                           |
| --------- | --------------------------------- | ----------------------------------- |
| KBS 1TV   | 2019년 1월 1일 ~ 2019년 4월 11일  | 월요일 ~ 목요일 밤 9시 55분 ~ 10시  |
| KBS 1TV   | 2019년 4월 15일 ~ 2019년 5월 29일 | 월요일 ~ 목요일 오후 5시 55분 ~ 6시 |
| KBS 1TV   | 2019년 6월 3일 ~ 2019년 6월 21일  | 월요일 ~ 금요일 오후 5시 55분 ~ 6시 |

## 방영 목록

### 2019년
| 회차  | 방송일   | 주요 인물                   | 출연자        | 시청률 |
| ----- | -------- | --------------------------- | ------------- | ------ |
| 1회   | 1월 1일  | 김경천                      | 최불암        | 9.8%   |
| 2회   | 1월 2일  | 안창남                      | 이영표        | 6.3%   |
| 3회   | 1월 3일  | 김마리아                    | 박지영        | 5.5%   |
| 4회   | 1월 7일  | 허은                        | 김영옥        | 10.7%  |
| 5회   | 1월 8일  | 윤세주                      | 이만기        | 6.8%   |
| 6회   | 1월 9일  | 김산                        | 윤성빈        | 6.7%   |
| 7회   | 1월 10일 | 정이형                      | 남상일        | 6.9%   |
| 8회   | 1월 14일 | 황병길                      | 박중훈        | 10.5%  |
| 9회   | 1월 15일 | 김상옥                      | 이제석        | 6.7%   |
| 10회  | 1월 16일 | 후세 다쓰지                 | 서경석        | 7%     |
| 11회  | 1월 17일 | 홍진                        | 문희상        | 6.8%   |
| 12회  | 1월 21일 | 최재형                      | 현정화        | 9.5%   |
| 13회  | 1월 22일 | 배화여자 고등학교 동문 24명 | 최원정        | 6.2%   |
| 14회  | 1월 23일 | 서영해                      | 조승연        | 6.6%   |
| 15회  | 1월 24일 | 김락                        | 송해          | 5.4%   |
| 16회  | 1월 28일 | 최양옥                      | 김인권        | 9.3%   |
| 17회  | 1월 29일 | 조명하                      | 김종진        | 6.3%   |
| 18회  | 1월 30일 | 노백린                      | 이원복        | 7.3%   |
| 19회  | 1월 31일 | 황기환                      | 다니엘 린데만 | 7.2%   |
| 20회  | 2월 4일  | 김예진                      | 고두심        | 7.3%   |
| 20회  | 2월 4일  | 한도신                      | 고두심        | 7.3%   |
| 21회  | 2월 5일  | 한성수                      | 현우          | 6.8%   |
| 22회  | 2월 6일  | 차미리사                    | 임백천        | 6.7%   |
| 23회  | 2월 7일  | 2·8 독립 선언 참여자들      | 강하나        | 7.6%   |
| 24회  | 2월 11일 | 홍범도                      | 최불암        | 11.2%  |
| 24회  | 2월 11일 | 이옥구                      | 최불암        | 11.2%  |
| 25회  | 2월 12일 | 강주룡                      | 박지영        | 7.2%   |
| 26회  | 2월 13일 | 최봉설                      | 넉살          | 7.2%   |
| 27회  | 2월 14일 | 조소앙                      | 김홍신        | 7%     |
| 28회  | 2월 18일 | 최용신                      | 김명수        | 10.9%  |
| 29회  | 2월 19일 | 박준채                      | 윤성빈        | 7.2%   |
| 30회  | 2월 20일 | 안경신                      | 팝핀현준      | 6.1%   |
| 30회  | 2월 20일 | 안경신                      | 박애리        | 6.1%   |
| 31회  | 2월 21일 | 박차정                      | 김영옥        | 6.7%   |
| 32회  | 2월 25일 | 이상룡                      | 문재인        | 10.9%  |
| 33회  | 2월 26일 | 어윤희                      | 서경석        | 7.1%   |
| 34회  | 2월 28일 | 호머 헐버트                 | 김연수        | 8.3%   |
| 35회  | 3월 1일  | 김순애                      | 이영표        | 8.1%   |
| 36회  | 3월 4일  | 서태석                      | 최태성        | 10.4%  |
| 37회  | 3월 5일  | 지복영                      | 박찬일        | 9.1%   |
| 38회  | 3월 6일  | 김알렉 산드라               | 김지영        | 8.3%   |
| 39회  | 3월 7일  | 현순                        | 현정화        | 7.9%   |
| 40회  | 3월 11일 | 부산 일신여학교 동문들      | 김은정        | 10.6%  |
| 40회  | 3월 11일 | 부산 일신여학교 동문들      | 김경애        | 10.6%  |
| 40회  | 3월 11일 | 부산 일신여학교 동문들      | 김영미        | 10.6%  |
| 40회  | 3월 11일 | 부산 일신여학교 동문들      | 김선영        | 10.6%  |
| 40회  | 3월 11일 | 부산 일신여학교 동문들      | 김초희        | 10.6%  |
| 41회  | 3월 12일 | 송몽규                      | 현우          | 8.4%   |
| 42회  | 3월 13일 | 이수흥                      | 넉살          | 7.7%   |
| 43회  | 3월 14일 | 조지 루이스 쇼              | 최원정        | 6.3%   |
| 44회  | 3월 18일 | 정정화                      | 고두심        | 9.0%   |
| 45회  | 3월 19일 | 신팔균                      | 김인권        | 7.8%   |
| 46회  | 3월 20일 | 박자혜                      | 안현모        | 7.8%   |
| 47회  | 3월 21일 | 계봉우                      | 강원국        | 7.3%   |
| 48회  | 3월 25일 | 이은숙                      | 이주실        | 10.4%  |
| 49회  | 3월 26일 | 문양옥                      | 이제석        | 6%     |
| 50회  | 3월 27일 | 권기옥                      | 변영우        | 6.6%   |
| 51회  | 3월 28일 | 김란사                      | 문훈숙        | 7.1%   |
| 52회  | 4월 1일  | 조마리아                    | 정성화        | 11%    |
| 53회  | 4월 2일  | 서원준                      | 김보성        | 6.7%   |
| 54회  | 4월 3일  | 한시대                      | 김준현        | 7.2%   |
| 55회  | 4월 4일  | 조지 애시모어 피치          | 조승연        | 7.4%   |
| 56회  | 4월 8일  | 이육사                      | 김지운        | 11%    |
| 57회  | 4월 9일  | 이병희                      | 김은정        | 8.5%   |
| 57회  | 4월 9일  | 이병희                      | 김경애        | 8.5%   |
| 57회  | 4월 9일  | 이병희                      | 김영미        | 8.5%   |
| 57회  | 4월 9일  | 이병희                      | 김선영        | 8.5%   |
| 57회  | 4월 9일  | 이병희                      | 김초희        | 8.5%   |
| 58회  | 4월 10일 | 최정숙                      | 안현모        | 7.2%   |
| 59회  | 4월 11일 | 문창범                      | 김응수        | 10.3%  |
| 59회  | 4월 11일 | 대한민국 임시정부           | 김응수        | 10.3%  |
| 60회  | 4월 15일 | 양우조                      | 김미숙        | 4%     |
| 60회  | 4월 15일 | 최선화                      | 김미숙        | 4%     |
| 61회  | 4월 16일 | 한형석                      | 윤상          | 3.6%   |
| 62회  | 4월 17일 | 최은희                      | 김빛이라      | 3.5%   |
| 63회  | 4월 18일 | 가네코 후미코               | 변영주        | 3.6%   |
| 64회  | 4월 22일 | 유자명                      | 김영철        | 3.3%   |
| 65회  | 4월 23일 | 윤희순                      | 이태란        | 3.4%   |
| 66회  | 4월 24일 | 이길용                      | 한상헌        | 2.9%   |
| 67회  | 4월 25일 | 정세권                      | 유현준        | 4.1%   |
| 68회  | 4월 29일 | 부춘화                      | 김영임        | 3.4%   |
| 69회  | 4월 30일 | 남자현                      | 송경아        | 3.8%   |
| 70회  | 5월 1일  | 오광심                      | 황석정        | 4.8%   |
| 71회  | 5월 2일  | 임천택                      | 김태원        | 3.8%   |
| 72회  | 5월 7일  | 엘라수 와그너               | 소유진        | 3.4%   |
| 73회  | 5월 8일  | 프랭크 스코필드             | 김호영        | 4%     |
| 74회  | 5월 9일  | 안희제                      | 김응수        | 4.1%   |
| 75회  | 5월 10일 | 백용성                      | 법륜 스님     | 3.9%   |
| 76회  | 5월 13일 | 김향화                      | 지숙          | 4.3%   |
| 77회  | 5월 14일 | 이정숙                      | 이태란        | 3.3%   |
| 78회  | 5월 15일 | 박용만                      | 박혜진        | 2.9%   |
| 79회  | 5월 16일 | 윤봉춘                      | 이명세        | 3.7%   |
| 80회  | 5월 20일 | 고려독립 청년당             | 박성웅        | 2.8%   |
| 81회  | 5월 21일 | 김병로                      | 박준영        | 2.8%   |
| 82회  | 5월 22일 | 백정기                      | 박재민        | 3.5%   |
| 83회  | 5월 23일 | 심훈                        | 안도현        | 4.1%   |
| 84회  | 5월 27일 | 이규창                      | 남성진        | 4.7%   |
| 85회  | 5월 28일 | 나석주                      | 김영철        | 2.5%   |
| 86회  | 5월 29일 | 이종일                      | 류근          | 3.7%   |
| 87회  | 6월 2일  | 이혜련                      | 정재순        | 2.6%   |
| 88회  | 6월 3일  | 김상덕                      | 윤주상        | 3.2%   |
| 89회  | 6월 4일  | 유일한                      | 박호산        | 3.8%   |
| 90회  | 6월 5일  | 엄항섭                      | 염혜란        | 4.3%   |
| 90회  | 6월 5일  | 연미당                      | 염혜란        | 4.3%   |
| 91회  | 6월 7일  | 박재혁                      | 송창의        | 3.8%   |
| 92회  | 6월 10일 | 장도빈                      | 바다          | 2.9%   |
| 92회  | 6월 10일 | 김숙자                      | 바다          | 2.9%   |
| 93회  | 6월 11일 | 한징                        | 타이거 JK     | 3.1%   |
| 94회  | 6월 12일 | 저보성                      | 김형석        | 3.8%   |
| 95회  | 6월 13일 | 김동삼                      | 김승수        | 3.7%   |
| 96회  | 6월 14일 | 이태준                      | 태인호        | 2.6%   |
| 97회  | 6월 17일 | 김지섭                      | 류수영        | 3.7%   |
| 98회  | 6월 18일 | 김진우                      | 이재성        | 4%     |
| 99회  | 6월 19일 | 장덕준                      | 정준희        | 3.6%   |
| 100회 | 6월 20일 | 이효정                      | 김환희        | 3.1%   |
| 101회 | 6월 21일 | 황학수                      | 배선두        | 3.5%   |

## 같이 보기
- 기억록 - 기억하여 기록하다 (MBC)